# Conaperta
Conaperta es un género de gusanos perteneciente a la familia Convolutidae.

## Especies
Se reconocen las siguientes:
- Conaperta antonii Achatz, Hooge & Tyler, 2007
- Conaperta cirrata Achatz, Hooge & Tyler, 2007
- Conaperta flavibacillum (Jensen, 1878)
- Conaperta lineata (Peebles, 1915)